# 池田信夫
池田 信夫（いけだ のぶお、1953年〈昭和28年〉10月23日 - ）は、日本の経済評論家、ブロガー。
時事問題、経済、科学などを扱うWebサイト「アゴラ」を運営している。NHK職員として報道番組の制作を経て、国際大学GLOCOM助教授、教授、RIETI（独立行政法人経済産業研究所）上席研究員、上武大学教授などを歴任した。株式会社アゴラ研究所代表取締役社長。

## 主張

### 政治・経済
- 橋下徹が消費税の地方税化を訴えていることに関して「冗談でなければ無知としか思えない」などとする批判記事を掲載したところ、逆に橋下から「池田信夫はモノ知りレベルで官僚機構の課長レベル。この程度なら次長、部長、局長は無理で、何よりも細かな知識を述べるだけで事の本質を突いていない。これは行政をやったことがないから」と批判を受けた[8]。2012年5月、橋下が大飯原発の再稼動を容認したため、「君子豹変す」と橋下に対する評価を改め、同年12月に行われた第46回衆議院議員総選挙の投開票を目前に控えたツイートでは、独自に算定した「IQ」値による各政党トップのランク付けを発表し、橋下を第一位にした[9]。
- 2009年は米国が大不況（前年の2008年10月は米国の失業率は6.6%で2014年1月も同水準の6.6%である[10] が、当時は大不況で10月には10.2%という記録的な水準に達していた[11]）に陥っていたが、池田はアメリカ合衆国大統領バラク・オバマの巨額の財政政策と、ベン・バーナンキの非伝統的金融政策を激しく批判し、「政府の裁量的な介入は有害無益」「ケインズが復活したという表現は政治的にはそうだが、学問では正しくない。」と述べた[12]。
- 「消費税を増税すれば「デフレ脱却」できる」として消費税8%増税を推進した。消費税増税による景気失速などは都市伝説であり考慮する必要はなく、消費増税の分だけ物価が上がり量的緩和のおかげで物価上昇したことにすれば、安倍首相の顔も立ち、黒田総裁も異次元緩和の効果を誇ることができ、これが政治的には妥当であると評している[13]。
- 「労働者への太陽政策だ」として、雇用流動化が雇用を増やす旨を主張している[14]。2009年現在の雇用制度は経営者と労働組合が既得権益を守るために非正規社員を差別する「雇用カルテル」であり、正社員の解雇規制を緩和することで同一労働同一賃金を実現すべきとしている[15]。また、「ワーキングプア」問題の裏側には、働かない高給取り中高年の存在があるとし、それを「ノンワーキング・リッチ」と定義している[16]。
- 自身はマクロ経済学は専門でないとしている[17]。
- アマチュア無線については「アマチュア無線は必要なのか」と疑問を呈し、アマチュア無線の周波数帯が広範囲で、今やインターネットが主流で電力線搬送通信の普及に支障を来しており、アマチュア無線局はむしろマイナーなのだから、総務省は1.2GHz帯をアマチュア無線から取り上げ、開放すべきだと主張している[18]。
- 選択的夫婦別姓制度導入に賛同する。「入籍するとき別々にしたい人はして、子供はどちらかの姓を名乗ればいいだけのことだ。強制的に同姓にする必要はないし、それは『日本の伝統』でもない。」と述べる。同制度導入に反対するのは「家父長主義を保守と勘違いしたなんちゃって保守」とし、同制度に強硬に反対する高市早苗らの議員を批判している[19][20][21]。
- 蓮舫の二重国籍について、「彼女はプライドが高いので、おそらく「国籍法を知らなかった」と認めるのが恥ずかしかったんだと思う。それ以外のあらゆる嘘をついて自滅した。」と発言している[22]。
- 転売屋について「転売屋がまとめて買えば、それは最終的に消費者に売れるんだから同じこと[23]」、ダフ屋について「ダフ屋も合理的なエージェント。彼らがもうかるなら、安く売ってる興行元が悪い[24]」と擁護した。

### 社会
- 「反原発はすべてバカである。これほど便利な目印はない」とし、原子力発電に反対する人は「全て馬鹿」と結論づけている。また企業への就職の面接の篩に使えると主張している[25]。
- 福島第一原子力発電所事故について、被災者の人数を比較し、震災の中では原発事故はマイナーな災害だと述べている[26]。また原子力発電所の欠点は、安全性より経済性であり、「温室効果ガスを25%削減する」という国際公約さえ放棄すれば、新設する発電所は天然ガスに転換することが賢明と述べている[27]。また、原発は稼働させていくべきで、稼働してはいけないという法律根拠はないとしている。原発事故での放射能漏れをめぐって中部大学の武田邦彦などを批判した[9]。2011年11月、池田は、ライブドアのブログ集約サイト「BLOGOS」がその年、最も話題になったブログを表彰する「BLOGOS AWARD 2011」でブログメディア賞を受賞した[28]。武田も同時にページビュー (PV) 賞を受賞した[28]が、その授賞式で行われたパネルディスカッションでは、武田が「科学的に正しいということは難しい定義なのだが、ブログという手段を通じて科学者が直接、情報を発信していくことで、みなさんの役に立てるのではないか」と語ったのに対して、池田は「たとえば原発問題でも、放射能によって大変なことが起きるなどPVを稼ぐために根拠のないデマのようなことを書くモラルのない人が少なからず存在する」などと応じた[29]。
- 地球温暖化については地球温暖化懐疑論を唱えており、また民主党の二酸化炭素25%削減政策をポピュリズムと呼んで批判している[30]。
- 人は生まれながらにして基本的人権を持つという考え方は「根拠のない迷信」と述べている[31]。
- 人間の生命に直接関係ない仕事なんだから、獣医のリスクは外食産業より小さい。それほど犬猫の命が大事なら、獣医を供給制限するより、毎年8万3000匹も「殺処分」されている犬猫の命を救うべきと発言している[32]。
- 「薬剤師なんかいらない。医師の出した処方箋でコンビニやネットで買えばいい。日本以外の国はそうなっている」と、日本の医療体制に対して批判をしている[33]。

### インターネット
- 自身でウィキペディア日本語版の編集を行っていることを、ブログ記事にも記載しており、時にウィキペディアの編集加勢や呼びかけなども行っていた[34]。ウィキペディア日本語版は質が悪く『2ちゃんねる化』しており、チェック態勢を強め、品質管理を厳しくすべきだと、そのあり方を批判している[35]。

## ブログ記事をめぐる訴訟

### 上杉隆との名誉毀損裁判
池田のブログ記事の一部をめぐり、上杉隆から名誉毀損で削除を求められていた裁判で、2015年3月16日、東京地裁は池田と上杉の双方に50万円を支払うよう命じた。一審では池田のブログ記事削除を命じられたが、池田は控訴した。
二審では一審で命じられた池田が上杉に支払う損害賠償が棄却され、上杉によるブログ記事の削除請求が棄却されたため 当該ブログ記事 は再度掲載されている。

### 弁護士・伊藤和子との名誉毀損裁判
2016年11月24日、弁護士でNPO法人「ヒューマンライツ・ナウ」の事務局長を務める伊藤和子から名誉毀損で損害賠償を求められた裁判で、約57万円の支払いを命じられる。国連特別報告者マオドが「日本の女子高生の13％が売春している」と虚偽情報 を発信した事件について、池田はその情報源が伊藤であると断定し、「法廷内外で協力して伊藤を追放すべし」と述べたが、伊藤の関与が全く証明されず、名誉毀損であったと裁判所に認められたものである。
2017年6月22日付の控訴審判決では、賠償額が増額され、池田は114万円の支払いを命じられた。

## 経歴
1953年〈昭和28年〉10月23日 京都府で京都市役所職員の子として生まれる。

### 学歴
- 1972年（昭和47年） - 京都府立洛北高等学校[44] 卒業。
- 1978年（昭和53年） - 東京大学経済学部卒業[7]。
- 1996年（平成8年） - 慶應義塾大学大学院政策・メディア研究科政策・メディア専攻修士課程修了。同年、同大学院政策・メディア研究科政策・メディア専攻後期博士課程中退[7]。
- 2005年（平成17年） - 「情報通信産業のアーキテクチャについての研究」により、慶應義塾大学大学院政策・メディア研究科より博士（政策・メディア）を授与[45]される。

### 職歴
- 1978年（昭和53年） - NHK入局[7]。
- 1993年（平成5年） - NHKを退職[7]。
- 1997年（平成9年） - 国際大学グローバルコミュニケーションセンター (GLOCOM) 助教授（-2000年）[7]。
- 2000年（平成12年） - 同教授（-2001年）[7]。
- 2001年（平成13年） - 独立行政法人経済産業研究所上席研究員（-2004年）[7]。
- 2004年（平成16年） - 国際大学GLOCOM教授・主幹研究員 （-2005年）。
- 2005年（平成17年）
  - 須磨国際学園研究理事。
  - 田中良拓、西和彦、山田肇と合同で株式会社ITNY設立[46]。
  - 情報通信政策フォーラム設立、理事・事務局長。
- 2006年（平成18年） - 上武大学大学院客員教授。
- 2007年（平成19年） - 上武大学大学院経営管理研究科教授（-2012年）。
- 2008年（平成20年） - SBI大学院大学客員教授。
- 2009年（平成21年）1月、ライブドアの協力を得て、オピニオンサイト 『アゴラ』を開設[47]。
- 2010年（平成22年）3月 - 株式会社アゴラブックスを設立し、代表取締役に就任[48]。同年6月2日より電子書籍の刊行を開始した[49]。
- 2013年 - アゴラブックスをアゴラ研究所と改称[50]。

### NHK時代の活動
朝日新聞社からも内定をもらっていたが、新人記者を警察記者クラブで研修させる「サツ回り」が嫌で断ったとブログでコメントしている。
NHKでは報道局特報部でディレクターを務め、『ニュースセンター9時』の制作に関わり、『クローズアップ現代』では初代デスクを務めた と語っている。
アナログハイビジョンのプロジェクトメンバーだったが、数千億円の受信料と税金を投じたにもかかわらず、結果として失敗に終わったことについて、「現場でハイビジョンの開発をしていた私たちにとって、それは衛星放送で限られたマニア向けに流すとか、業務用の高級AV商品」と考えていたと記している。1980年代には、ハイビジョン開発プロジェクトの一環として、ハイビジョン番組の制作に関わったこともあるが、（当時使っていた小さなモニターでは）ハイビジョンの画質のよさがよく分からなかったという。
池田がNHKを退職したのは39歳のころで管理職の辞令を受けたときだが、管理職になると番組制作には基本的に携わることができなくなり、制作費の管理というつまらない仕事をするだけと述べている。

## 著作

### 単著
- 『情報通信革命と日本企業』NTT出版、1997年3月。ISBN 4-87188-510-0。 - 文献あり。
- 『インターネット資本主義革命』NTT出版〈One theme books〉、1999年3月23日。ISBN 4-7571-2012-5。
- 『ブロードバンド戦略　勝敗の分かれ目　情報通信社会主義の崩壊』日本経済新聞社、2001年12月。ISBN 4-532-14945-2。
- 『ネットワーク社会の神話と現実　情報は自由を求めている』東洋経済新報社、2003年5月9日。ISBN 4-492-22232-4。
- 『情報技術と組織のアーキテクチャ　モジュール化の経済学』NTT出版、2005年6月28日。ISBN 4-7571-0165-1。 - 文献あり。
- 『電波利権』新潮社〈新潮新書〉、2006年1月20日。ISBN 4-10-610150-5。
- 『ウェブは資本主義を超える　「池田信夫ブログ」集成』日経BP社（出版） 日経BP出版センター(発売)、2007年6月25日。ISBN 978-4-8222-4596-2。
- 『過剰と破壊の経済学　「ムーアの法則」で何が変わるのか?』アスキー〈アスキー新書〉、2007年12月11日。ISBN 978-4-7561-5077-6。
- 『ハイエク 知識社会の自由主義』PHP研究所〈PHP新書〉、2008年8月18日。ISBN 978-4-569-69991-2。 - 文献あり。
- 『希望を捨てる勇気　停滞と成長の経済学』ダイヤモンド社、2009年10月。ISBN 978-4-478-01192-8。
- 『使える経済書100冊　『資本論』から『ブラック・スワン』まで』日本放送出版協会〈生活人新書 318〉、2010年4月10日。ISBN 978-4-14-088318-1。
- 『古典で読み解く現代経済』PHP研究所〈PHPビジネス新書 176〉、2011年5月25日。ISBN 978-4-569-79672-7。 - 並列シリーズ名：PHP Business Shinsho。
- 『イノベーションとは何か』東洋経済新報社、2011年9月29日。ISBN 978-4-492-50227-3。 - 文献・索引あり。
- 『原発「危険神話」の崩壊』PHP研究所〈PHP新書 783〉、2012年2月14日。ISBN 978-4-569-80262-6。 - 並列シリーズ名：PHP SHINSHO。
- 『「空気」の構造　日本人はなぜ決められないのか』白水社、2013年5月24日。ISBN 978-4-560-08282-9。 - 索引あり。
- 『アベノミクスの幻想　日本経済に「魔法の杖」はない』東洋経済新報社、2013年8月9日。ISBN 978-4-492-39590-5。 - 並列題名：an illusion of Abenomics。
- 『朝日新聞 世紀の大誤報　慰安婦問題の深層』アスペクト、2014年12月2日。ISBN 978-4-7572-2380-6。 - 年表あり。
- 『日本人のためのピケティ入門　60分でわかる『21世紀の資本』のポイント』東洋経済新報社、2014年12月12日。ISBN 978-4-492-44414-6。
- 『資本主義の正体　マルクスで読み解くグローバル経済の歴史』PHP研究所、2014年12月18日。ISBN 978-4-569-81871-9。 - 索引あり。
- 『戦後リベラルの終焉　なぜ左翼は社会を変えられなかったのか』PHP研究所〈PHP新書 982〉、2015年4月。ISBN 978-4-569-82511-3。
- 『今さら聞けない経済教室　こどもに聞かれても困らない60の疑問と答え』東洋経済新報社、2016年5月。ISBN 978-4-492-31476-0。
- 『「強すぎる自民党」の病理　老人支配と日本型ポピュリズム』PHP研究所〈PHP新書 1058〉、2016年9月。ISBN 978-4-569-83069-8。
- 『失敗の法則　日本人はなぜ同じ間違いを繰り返すのか』KADOKAWA、2017年7月。ISBN 978-4-04-601941-7。
- 『丸山眞男と戦後日本の国体』白水社、2018年7月。ISBN 978-4-560-09655-0。
- 『脱炭素化は地球を救うか』新潮新書、2024年

### 共著
- 池田信夫 ほか『ネットがテレビを飲み込む日』洋泉社〈Yosensha paperbacks 15〉、2006年7月。ISBN 4-86248-046-2。 - 著者：池田信夫・西和彦・林紘一郎・原淳二郎・山田肇。
- 『ライブドアに物申す!!　44人の意見』浅羽通明 ほか、トランスワールドジャパン、2006年9月。ISBN 4-925112-89-9。 - 著者：浅羽通明・池田信夫・井上トシユキ・上野正彦・梅森浩一・江島健太郎・大鹿靖明・大谷昭宏・岡田斗司夫・岡留安則・小田嶋隆・オバタカズユキ・金子勝・香山リカ・呉智英・斎藤環・佐々木俊尚・島田裕巳・白田秀彰・高野孟・田中慎一・田原総一朗・土本武司・橋爪大三郎・浜辺雅士・ばるぼら・藤代裕之・保田隆明・松原聡・宮崎学・宮沢章夫・森健・森達也・森永卓郎・安田育生・山形浩生・山川健一・山崎元・山田真哉・山田昌弘・山本一郎・吉田望・和田秀樹。
- 池尾和人 共著『なぜ世界は不況に陥ったのか　集中講義・金融危機と経済学』日経BP社（出版） 日経BP出版センター(発売)、2009年3月2日。ISBN 978-4-8222-4723-2。 - 文献・年表あり。
- 竹中平蔵 ほか『日本経済「余命3年」　〈徹底討論〉財政危機をどう乗り越えるか』PHP研究所、2010年11月24日。ISBN 978-4-569-79291-0。 - 著者：竹中平蔵・池田信夫・鈴木亘・土居丈朗。
- 池田信夫 ほか『3.11後 日本経済はこうなる!』朝日新聞出版〈朝日新書 303〉、2011年6月13日。ISBN 978-4-02-273403-7。 - 並列シリーズ名：Asahi Shinsho。著者：池田信夫・小黒一正・澤昭裕・村上憲郎・小幡績。
- 與那覇潤 共著『「日本史」の終わり　変わる世界、変われない日本人』PHP研究所、2012年9月18日。ISBN 978-4-569-80690-7。 - 文献あり。
  - 與那覇潤 共著『「日本史」の終わり　変わる世界、変われない日本人』PHP研究所〈PHP文庫 い93-1〉、2015年3月2日。ISBN 978-4-569-76250-0。 - 文献あり。

### 編著
- 奥野正寛、池田信夫 編著『情報化と経済システムの転換』東洋経済新報社、2001年9月12日。ISBN 4-492-31297-8。
- 林紘一郎、池田信夫 編著 著、経済産業研究所 編『ブロードバンド時代の制度設計』東洋経済新報社〈経済政策レビュー 5〉、2002年4月17日。ISBN 4-492-31305-2。

### 翻訳
- リン・マーギュリス、ドリオン・セーガン『生命とはなにか　バクテリアから惑星まで』池田信夫 訳、せりか書房、1998年4月。ISBN 4-7967-0213-X。 - 原タイトル：What is life?

## 連載
- 池田信夫の一刀両断 (PC Japan)
- 池田信夫の「サイバーリバタリアン」 (ASCII.jp)